# دانه‌سرخس‌تباران
دانه‌سرخس‌تباران (نام علمی: Pteridospermatophyta) نام یک division از division پیدازادان است.